# Denis Nikolajewitsch Makarow
Denis Nikolajewitsch Makarow (russisch Денис Николаевич Макаров; * 3. August 1983 in Woskressensk, Russische SFSR) ist ein russischer Eishockeyspieler, der zuletzt bei Awtomobilist Jekaterinburg in der Kontinentalen Hockey-Liga unter Vertrag stand.

## Karriere
Denis Makarow begann seine Karriere als Eishockeyspieler in seiner Heimatstadt in der Nachwuchsabteilung von Chimik Woskressensk, für dessen Profimannschaft er von 2000 bis 2003 in der Wysschaja Liga, der zweiten russischen Spielklasse, aktiv war. Anschließend verbrachte der Verteidiger je eine Spielzeit bei dessen Ligarivalen THK Twer und Kristall Elektrostal, ehe er gegen Ende der Saison 2004/05 sein Debüt in der Superliga gab, als er in einem Spiel für seinen Heimatverein Chimik Woskressensk auf dem Eis stand.
Von 2005 bis 2007 spielte Makarow für Sewerstal Tscherepowez in der Superliga, wobei er die Saison 2006/07 erneut bei Chimik Woskressensk beendete, das in der Zwischenzeit in die Wysschaja Liga abgestiegen war. In den folgenden drei Jahren lief der Linksschütze für den HK Lada Toljatti auf – zunächst in der Superliga und ab der Saison 2008/09 in der neu gegründeten Kontinentalen Hockey-Liga. Nachdem der Verein aus finanziellen Gründen die KHL verlassen und sich der neuen zweiten Spielklasse Wysschaja Hockey-Liga anschließen musste, wechselte er in die russische Hauptstadt zum KHL-Team HK Spartak Moskau.
Makarow verbrachte zwei Spielzeiten bei Spartak, in denen er 85 KHL-Partien absolvierte, ehe er im Juni 2012 innerhalb der Liga zu  Awtomobilist Jekaterinburg wechselte. Für Awtomobilist absolvierte er 23 KHL-Partien, ehe sein Vertrag Ende Dezember 2012 aufgelöst wurde.

## Statistik
(Stand: Ende der Saison 2010/11)